# Paul Braulot
Paul Charles Victor Braulot (Nancy, 8 avril 1861 - Bouna, 20 août 1897) est un officier colonial et explorateur français.

## Biographie

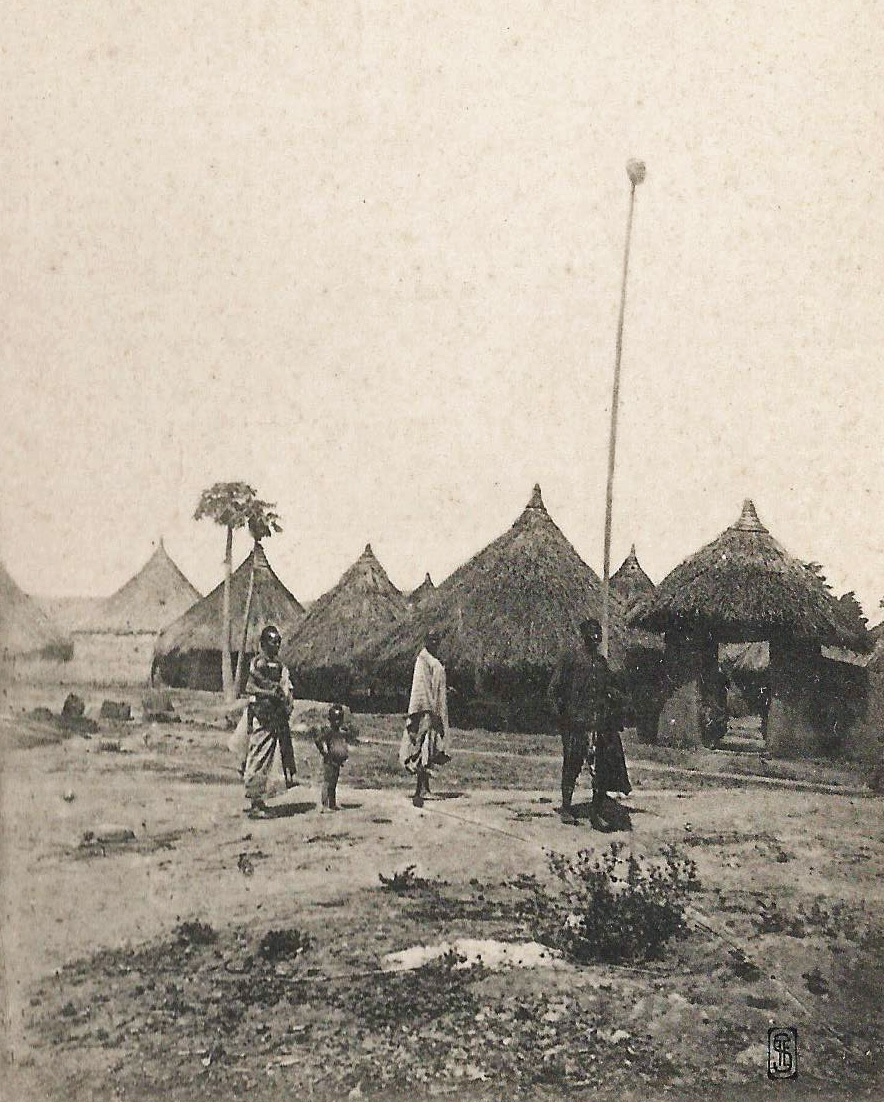
« La tête de Diali Amara, griot et conseiller de Samory, qui organisa et ordonna le massacre de la mission Braulot (août 1897). »

Alors sergent, il est envoyé au Sénégal avec Louis-Gustave Binger (1882). Après une formation d'officier à Saint-Maixent, il sert comme sous-lieutenant à Madagascar (1886-1888) et est nommé lieutenant le 7 septembre 1888.
Devenu capitaine d'infanterie de marine (1892), il participe sous les ordres de Binger à l'opération de délimitation des frontières orientales de la Côte d'Ivoire et, en 1894, est membre de la colonne de Kong qui échoue devant Samory.
En 1896, il reçoit la mission d'engager des pourparlers avec Samory. Avec le docteur Lasnet et Maurice Delafosse ainsi qu'une importante escorte, il part alors de Grand-Bassam et atteint le 10 mai 1896 Kouadiokofi. Il s'avance ensuite sur Bouaké, ce qui fait croire à Samory que les Français veulent installer un protectorat sur ses territoires et sur Bouna où il est assassiné dans un guet-apens, par le propre fils de Samory, Saranké-Mori.